# Доржелес, Марио
Мао Япи Доржлес Ги-Марио Боша (фр. Maho Yepie Dorgeles Guy-Mario Bocha; род. 7 августа 2004) — ивуарийский футболист, полузащитник клуба «Брага» и сборной Кот-д'Ивуара.

## Клубная карьера
Доржелес — воспитанник ганской футбольной Академии «Право на мечту». В 2022 году игрок подписал контракт с датским клубом «Норшелланн». 14 августа в матче против «Ольборга» он дебютировал в датской Суперлиге. 